# Rio Staniard Creek
O rio Creek Staniard é um rio das Bahamas, na Ilha Andros.